# Victoria (triunfo)

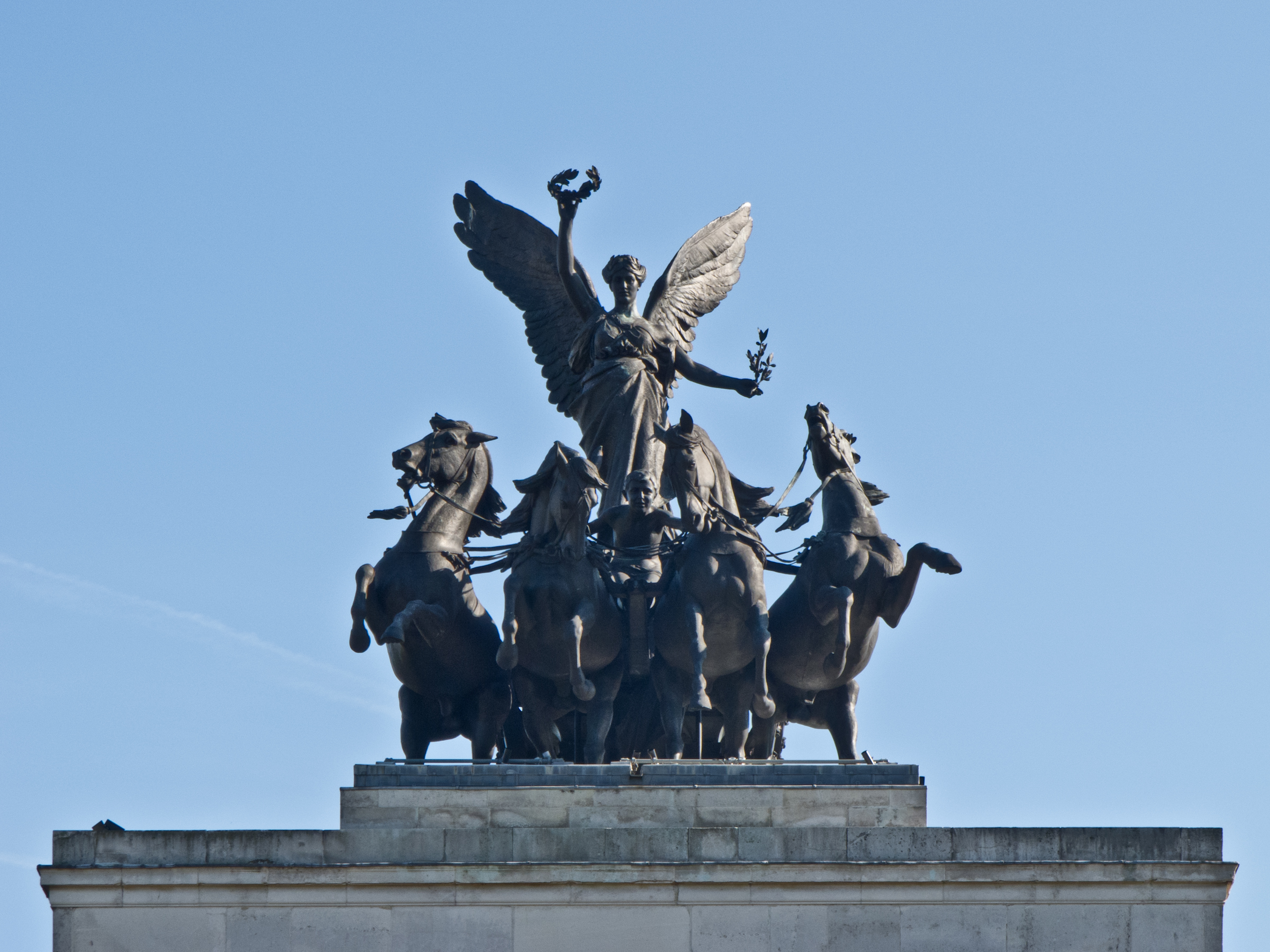
Victoria personificada en el Arco de Wellington, Londres.

Victoria (del latín victoria) es un término, originalmente aplicado a la guerra, dado al éxito alcanzado en el combate personal, después de las operaciones militares en general o, por extensión, en cualquier competencia. 
En términos de emoción humana, la victoria se manifiesta por fuertes sentimientos de euforia y en el comportamiento humano es acompañada a menudo con movimientos y amenazantes, asociados con el exceso de endorfinas segregadas antes y durante el combate. Las danzas de victoria son similares a las danzas de guerra que anteceden a la violencia física. Ejemplos de comportamiento de Victoria informados en la Antigua Roma, donde se origina el término, son las canciones de victoria de los mercenarios batavios al mando de Cayo Julio Civilis después de la victoria sobre el Quinto Petilio Cerial en la rebelión de los bátavos de 69 d. C. (según Tácito) y también la canción abominable a Odín, cantada por los lombardos al celebrar la victoria en 579. El animal sacrificial era una cabra, alrededor de cuya cabeza los langobardos bailaban en un círculo cantando el himno de Victoria. En la República romana, las victorias se celebraban con ceremonias de triunfo y monumentos como columnas de Victoria (como la Columna Trajana). Un trofeo es un elemento tomado del bando derrotado simbolizando la victoria.
En la mitología clásica, la victoria está identificada con la Diosa griega Niké y con la romana homónima. Victorias arquetípicas del bien sobre el mal son a menudo representadas en la mitología y los cuentos de hadas.
El triunfo sólo llega para quien lo persigue y marca metas con trabajo, esfuerzo y dedicación.